# ضياء العزاوي
ضياء العزاوي (بالإنجليزية: Dia Azzawi) فنان تشكيلي عراقي ولد عام 1939. تخرج من كلية الآداب –قسم الآثار- عام 1962، ثم نال شهادة دبلوم رسم من معهد الفنون الجميلة عام 1964. وهو من الأعضاء المؤسسين لجماعة الرؤية الجديدة والجماعة العددية وعضو في جمعية التشكيليين العراقيين ونقابة الفنانين. وهو يعيش في منفاه الاختياري منذ أكثر من ثلاثين عاما مستقراً في ضاحية قريبة من لندن. حصل على جائزة نوابغ العرب عام 2024م.

## لوحاته
- لوحة صبرا وشاتيلا [3]
- لوحة أعرابي الصقر
- لوحة سننظر غداً
- لوحة مدينة في الجنوب
- جدارية مهمة الدمار [4]
- لوحة مجنون ليلى
- تتوفر أعماله ضمن مجموعات عالمية بارزة مثل متحف فيكتوريا وألبرت في لندن، وتيت مودرن في لندن، ومتحف مقاطعة لوس أنجلوس للفنون (LACMA)، كما تم عرض أعمال له في المتحف البريطاني ومتحف الفن العربي الحديث.[5]

## المشاركات والمعارض

### المشاركات
أقام 11 معرضاً شخصياً داخل العراق وخارجه ومن مشاركاته:
- معارض ترينالة الفن العالمي الأول – الهند 1967
- البينالي العالمي الرابع والخامس للتخطيطات – ربيكا، يوغسلافيا سابقا،
- مهرجان كان – سورمير – فرنسا
- بينالي فينسيا عام 1976.
- «بينالي البندقية» في إيطاليا عام 1976م.
- المعرض الدولي للتخطيطات – نيويورك عام 1977.
- اسهم في معارض جماعة الانطباعيين وفي معرض جماعة البعد الواحد عام 1971
- جاليري سلطان (1969 - 1971- 1974 - 1977)
- «بينالي ساو باولو» بالبرازيل عام 1979م.
- «البينالي الطباعي الدولي» في برادفورد بالمملكة المتحدة عام 1984م.
- «البينالي الدولي للطباعة» في تايوان عام 1987م.
- شارك في معارض فنية أقيمت في متاحف عالمية مثل: المتحف الوطني للفن الحديث في بغداد، ومتحف الفن الحديث في تونس، والمتحف العربي المعاصر في لندن، والمتحف الوطني للفن المعاصر في سيؤول، ومتحف بيكاسو في برشلونة، ومتحف "أشموليان" في المملكة المتحدة، ومتحف هوسبيس سان روش في فرنسا، ومتحف آغا خان في كندا، ومتحف "موما" في نيويورك.[5]

### المعارض
- معرض «فلسطين ومحمود درويش» عام 2003م.
- معرض «لوحات جديدة» عام 2005 في باريس.
- معرض «الرسائل في الفن» عام 2012 في دبي.
- معرض «أطفال غزة» عام 2013م.
- معرض «أعمال مختارة» عام 2014م.
- معرض «وشغف للمشاركة» عام 2014م.
- معرض «شيء مختلف: النحت والنسيج» عام 2015م.
- معرض «نظرة استرجاعية» عام 2016م.
- معرض «حلمي» عام 2017م.
- معرض «رسم الشعر» عام 2022م.
- معرض «تخيلات متحققة» عام 2023م.[2]